# Estados Unidos e as armas de destruição em massa
Os Estados Unidos é conhecido por ter possuído os três tipos de armas de destruição em massa: armas nucleares, armas químicas e biológicas. Os Estados Unidos são o único país a ter usado armas nucleares em combate. Tinham desenvolvido secretamente a mais antiga forma de arma atômica durante a década de 40, sob a designação "Projeto Manhattan". Os Estados Unidos foram os pioneiros no desenvolvimento tanto da fissão nuclear. Foi a primeira e única potência nuclear do mundo por quatro anos, se tornando logo em seguida a União Soviética. Os Estados Unidos têm o maior número de armas nucleares implantadas no mundo.

## Armas nucleares

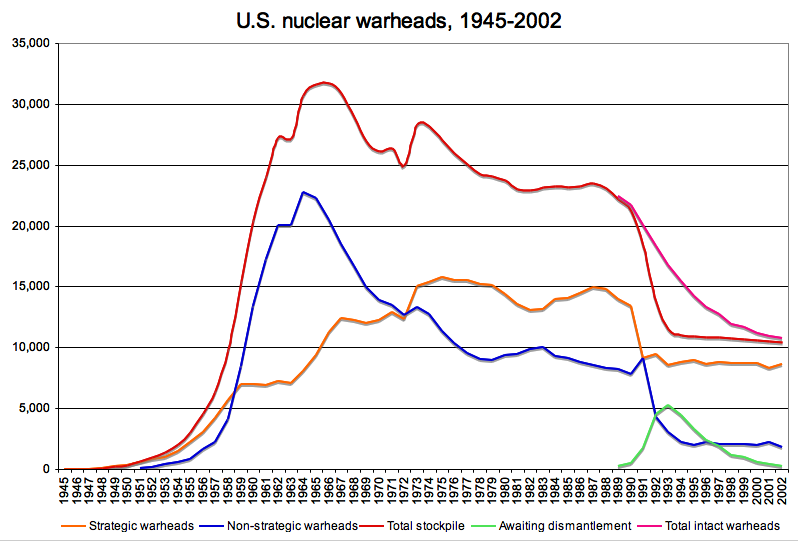
Estoques de ogivas nucleares dos Estados Unidos, 1945 - 2002

As armas nucleares foram usadas duas vezes em tempos de guerra: duas armas nucleares foram usadas pelos Estados Unidos contra o Japão na Segunda Guerra Mundial nos bombardeios atômicos de Hiroshima e Nagasaki. Ao todo, os dois bombardeios mataram cerca de 110.000 pessoas e feriram outras 130.000.
Os Estados Unidos realizaram um extenso programa de testes nucleares. Foram realizados 1.054 testes entre 1945 e 1992. O número exato de dispositivos nucleares detonadas não está claro porque alguns testes envolveram vários dispositivos, enquanto alguns não explodiram ou foram projetados para não criar uma explosão nuclear. O último teste nuclear dos Estados Unidos foi em 23 de setembro de 1992; os Estados Unidos assinaram mas não ratificaram o Tratado de Proibição Completa.
Atualmente, o arsenal nuclear dos Estados Unidos está implantado em três áreas:
- Baseados em terra, Mísseis balísticos intercontinentais (ICBM);
- Baseados no mar, Mísseis balísticos lançados de submarinos nucleares (SLBM);
- Baseados no ar, armas nucleares do grupo bombardeiros pesados da Força Aérea dos Estados Unidos.

Os Estados Unidos são um dos cinco "estados com armas nucleares" sob o Tratado de Não Proliferação Nuclear, que os Estados Unidos ratificaram, em 1968. Em 13 de outubro de 1999, o Senado dos Estados Unidos rejeitou a ratificação do Tratado de Proibição de Testes, tendo anteriormente ratificado o Tratado de Proibição de Testes parcialmente em 1963. Os Estados Unidos não tem, no entanto, testado uma arma nuclear desde 1992, apesar de ter testado muitos componentes não nucleares e tendo desenvolvido supercomputadores poderosos em uma tentativa de duplicar o conhecimento adquirido a partir dos testes sem a realização dos próprios testes reais.
No início de 1990, os Estados Unidos pararam de desenvolver novas armas nucleares e agora se dedicaram a maior parte dos seus esforços nucleares na administração do arsenal, manutenção e desmantelamento do arsenal agora-envelhecimento. A administração de George W. Bush decidiu, em 2003, a participar de pesquisas para uma nova geração de pequenas armas nucleares, especialmente "penetradores de terra". O orçamento aprovado pelo Congresso dos Estados Unidos, em 2004, eliminou o financiamento de algumas dessas pesquisas, incluindo as armas "Robust Nuclear Earth Penetrator".
O número exato de armas nucleares possuídas pelos Estados Unidos foi um segredo por muito tempo. Diferentes tratados e organizações têm diferentes critérios de informação sobre armas nucleares, especialmente aqueles mantidos em reserva, e aqueles que estão sendo desmontados ou reconstruídos:
- A partir de 1999, os Estados Unidos diziam ter 12.000 armas nucleares de todos os tipos armazenados.
- Em seu Tratado de Redução de Armas Estratégicas (START) declarado de 2003, os Estados Unidos listaram 5.968 ogivas, conforme definido pelas regras do START.
- Para 2007, o Bulletin of the Atomic Scientists listaram os Estados Unidos com cerca de 5.400 ogivas nucleares totais: cerca de 3.575 estratégicas e 500 ogivas não estratégicas; e cerca de 1.260 ogivas adicionais mantidos no arsenal inativo. Outras ogivas estão em processo de desmontagem.
- O número exato em 30 de setembro de 2009, foi de 5.113 ogivas, de acordo com uma ficha técnica dos Estados Unidos divulgada em 3 de maio de 2010.

Em 2002, os Estados Unidos e a Rússia concordaram no tratado SORT para reduzir seus arsenais implantados para não mais de 2.200 ogivas cada um. Em 2003, os Estados Unidos rejeitaram as propostas da Rússia para reduzir ainda mais os estoques nucleares de ambos para 1.500 cada. Em 2007, pela primeira vez em 15 anos, os Estados Unidos construíram novas ogivas. Estes foram para substituir algumas ogivas mais antigas, como parte do programa de atualização Minuteman III. Em 2007 também registaram os primeiros mísseis Minuteman III retirados de serviço como parte do levantamento. No geral, os estoques e sistemas de implementação continuam a diminuir em número, nos termos do tratado New START.
Em 2010, o Pentágono divulgou que o tamanho atual do seu arsenal nuclear é um total de 5.113 ogivas operacionalmente implantados, mantidos em reserva ativa e lugar em armazenamento inativo. O número não inclui as cerca de 4.600 ogivas que foram aposentadas e programadas para desmantelamento. O número de ogivas estratégicas operacionalmente implantados é de 1.968.
Em 2021 o Departamento de Estado dos Estados Unidos confirmou que o país possui no total 3750 ogivas.
Em maio de 2020, autoridades norte-americanas cogitaram retomar os testes nucleares, após um hiato de quase 30 anos.

### Mísseis balísticos intercontinentais baseados em Terra

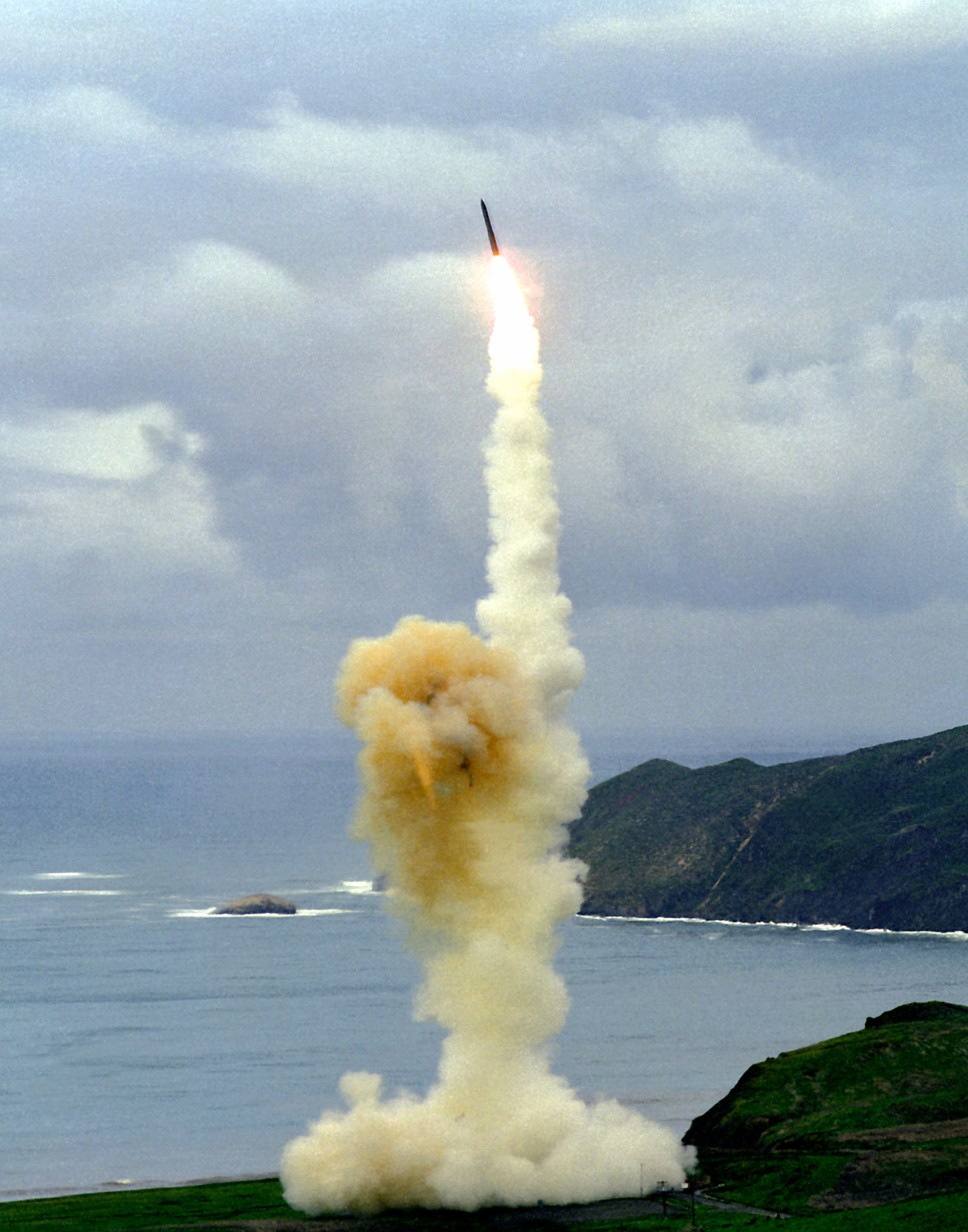
Teste de lançamento de um ICBM Minuteman III.

A Força Aérea dos Estados Unidos opera atualmente 450 ICBM, localizados principalmente nos estados do norte das Montanhas Rochosas e as Dakotas. Estes são todas as variantes do ICBM Minuteman III. Mísseis Peacekeeper foram retirados do inventário da Força Aérea em 2005. Todos os mísseis Minuteman II da USAF foram destruídos em conformidade com o tratado START e seus silos de lançamento implodido e enterrados depois vendidos ao público. Para cumprir com o START II a maioria dos vários mísseis de reentrada independentemente dos Estados Unidos segmentáveis ou MIRVs, foram eliminados e substituídos por mísseis de ogivas individuais. No entanto, desde o abandono do tratado START II, os Estados Unidos estão a ser dito considerando reter 500 ogivas de 450 mísseis. A meta dos Estados Unidos nos termos do tratado SORT é reduzir de 1.600 ogivas implantadas em mais de 500 mísseis em 2003 para 500 ogivas em 450 mísseis em 2012. Os primeiros Minuteman III foram removidos sob este plano em 2007, enquanto, ao mesmo tempo, as ogivas implantadas no Minuteman III começaram a ser atualizados a partir da W62 menores para maiores W87 (300 kt) dos mísseis Peacekeeper desativados.

### Grupo de bombardeiros pesados

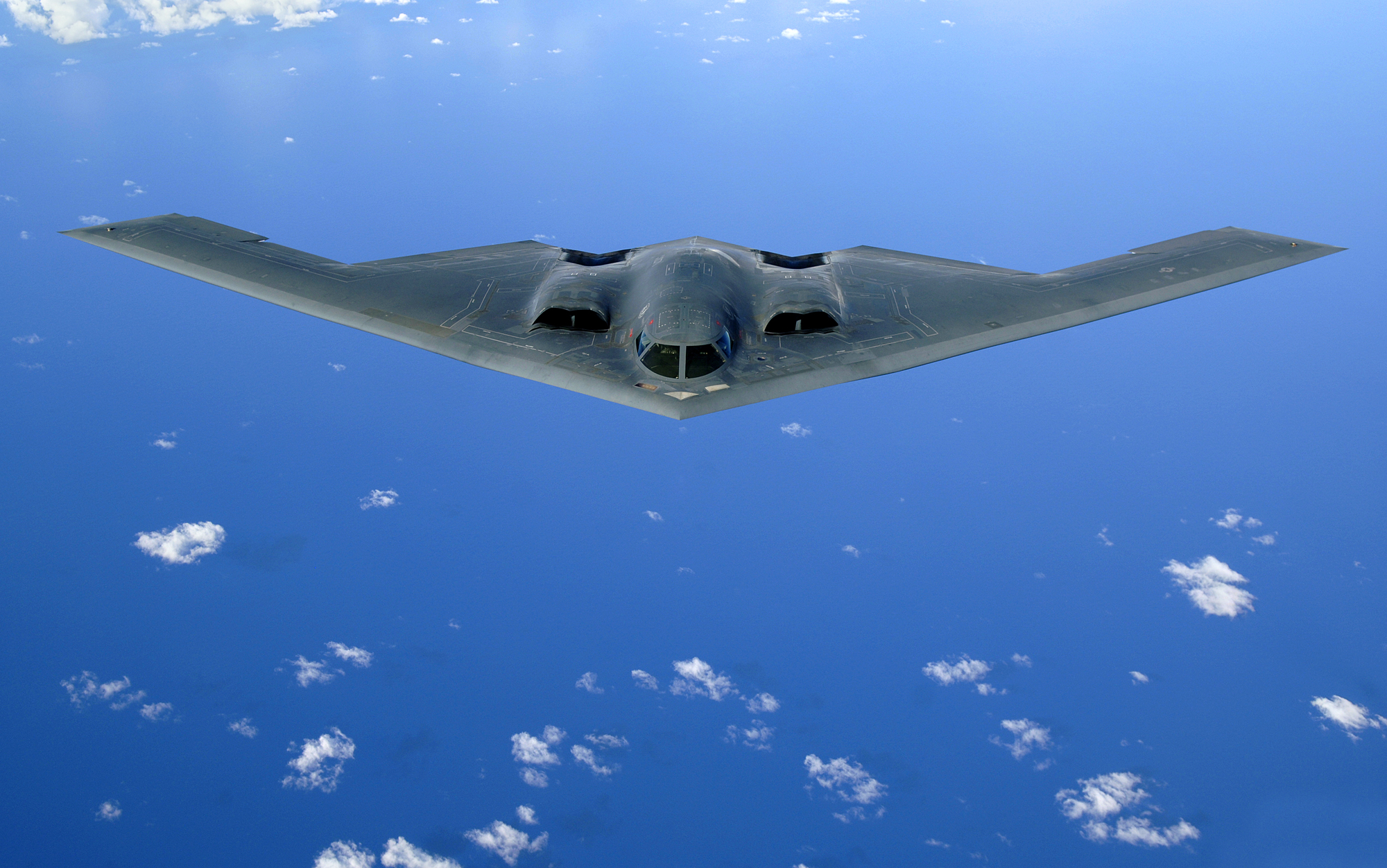
Bombardeiro estratégico stealth B-2 Spirit.

A Força Aérea dos Estados Unidos também opera uma frota estratégica de bombardeiros nucleares. A força de bombardeiros consiste de 94 B-52 Stratofortress e 19 B-2 Spirit. Todos os 64 B-1 foram adaptados para operar em um modo unicamente convencional até 2007 e já não são contados como plataformas nucleares.
Além disso, as forças armadas dos Estados Unidos também podem distribuir armas nucleares "tácticas" menores através de mísseis de cruzeiro como caças-bombardeiros convencionais. Os Estados Unidos mantêm cerca de 400 bombas nucleares de gravidade capazes de uso por F-15, F-16 e F-35. Cerca de 350 destas bombas são implantadas em sete bases aéreas em seis países europeus da OTAN; destes, 180 bombas nucleares B61 (340 kt) são táticas e caem sob um acordo de partilha nuclear.

### Mísseis balísticos intercontinentais baseados em Mar

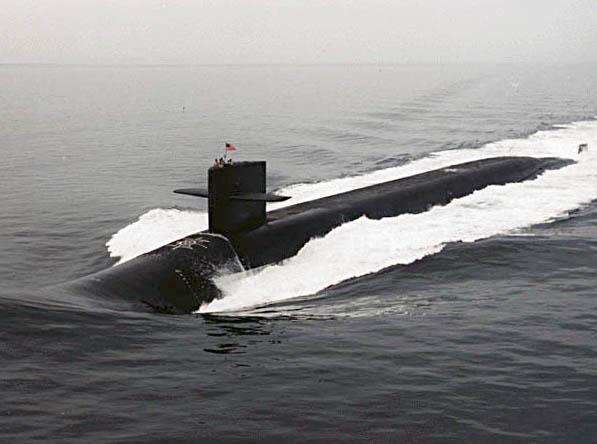
, um submarino classe Ohio de mísseis balísticos.

A Marinha dos Estados Unidos tem atualmente 18 submarinos da classe Ohio implantados, dos quais 14 submarinos de mísseis balísticos. Cada submarino está equipado com um conjunto de 24 mísseis Trident II. Cerca de 12 submarinos de ataque dos Estados Unidos estão preparados para lançar, mas atualmente não transportam mísseis Tomahawk nucleares. Armas de lançamento por mar compõem a maioria das armas declaradas sob as regras do START II. Alguns mísseis Trident estão equipados com ogivas W88 (455 kt).

## Armas biológicas
O programa de armas biológicas ofensivas dos Estados Unidos foi instigado pelo presidente Franklin Roosevelt e o Secretário de Guerra dos Estados Unidos em outubro de 1941. Pesquisa ocorreu em vários locais. A unidade de produção foi construída em Terre Haute, Indiana, mas testando com um agente benigno demonstrada a contaminação da instalação para que nenhuma produção ocorreu durante a Segunda Guerra Mundial. A unidade de produção mais avançada foi construída em Pine Bluff, Arkansas, que começou a produzir agentes biológicos em 1954. Fort Detrick, Maryland mais tarde tornou-se uma unidade de produção, bem como um local de pesquisa. Os Estados Unidos desenvolveram as culturas anti-pessoal e anti-armas biológicas. Vários sistemas de implantação foram desenvolvidos incluindo tanques aéreos de spray, latas de spray aerossol, granadas, foguetes e ogivas de bombas de fragmentação.

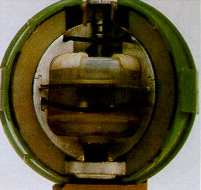
E120 bomba biológica, desenvolvida antes que os Estados Unidos ratificarem a Convenção sobre as Armas Biológicas.

Em meados de 1969, o Reino Unido e o Pacto de Varsóvia, separadamente, apresentaram propostas à ONU para banir armas biológicas, o que levaria a um tratado em 1972. Os Estados Unidos cancelaram o seu programa de armas biológicas ofensivas por ordem executiva em novembro de 1969 (micro-organismos) e fevereiro de 1970 (toxinas) e ordenou a destruição de todas as armas biológicas ofensivas, que ocorreu entre maio de 1971 e fevereiro de 1973. Os Estados Unidos ratificaram o Protocolo de Genebra de 22 de janeiro de 1975. Os Estados Unidos ratificaram a Convenção sobre as Armas Biológicas (BWC), que entrou em vigor em março de 1975.[Kissinger 1969]
As negociações para um protocolo de verificação juridicamente vinculativo para o BWC passou por anos. Em 2001, as negociações terminaram quando o governo Bush rejeitou um esforço por outros signatários para criar um protocolo para verificação, argumentando que poderia ser abusado para interferir com a pesquisa biológica legítima.
O Instituto de Pesquisa Médica do Exército dos Estados Unidos de Doenças Infecciosas, localizado em Fort Detrick, Maryland, produz pequenas quantidades de agentes biológicos, para uso em armas biológicas de pesquisa de defesa. De acordo com o governo dos Estados Unidos, a pesquisa é feita em plena conformidade com o BWC.
Em setembro de 2001, pouco depois dos ataques terroristas de 11 de setembro em Nova Iorque e Washington, D.C. houve uma série de misteriosos ataques com antraz destinados a escritórios de mídia dos Estados Unidos e do Senado, que mataram cinco pessoas. O antraz usado nos ataques foi a cepa Ames, que foi inicialmente estudada em Fort Detrick e depois distribuída para outros laboratórios ao redor do mundo.

## Armas químicas

### História
Os Estados Unidos tinham participado nas formulações das Convenções de Haia de 1899 e 1907, que proibiram a guerra química, entre outras coisas, mas os Estados Unidos nunca aderiram ao artigo que proibia armas químicas.
Na Primeira Guerra Mundial, os Estados Unidos produziram suas próprias munições, bem como a implantação de armas produzidas pelos franceses. Os Estados Unidos produziram 5.770 toneladas dessas armas, incluindo 1.400 toneladas de fosgênio e 175 toneladas de gás mostarda. Este foi cerca de 4% do total de armas químicas produzidas por essa guerra e apenas pouco mais de 1% das armas mais eficazes da época o gás mostarda. (As tropas americanas sofreram menos de 6% de baixas pelo gás.)
Após a guerra, os Estados Unidos eram parte do Tratado de Armas da Conferência de Washington de 1922, que teria proibido armas químicas, mas não conseguiram porque foi rejeitado pela França. Os Estados Unidos continuaram a estocar armas químicas, eventualmente, superior a 30.000 toneladas.
As armas químicas não foram utilizados pelos Estados Unidos ou outros Aliados, durante a Segunda Guerra Mundial; no entanto, uma quantidade de tais armas foi enviada à Europa para uso caso a Alemanha iniciasse a guerra química. Pelo menos um acidente ocorreu: Na noite de 2 de dezembro de 1943, bombardeiros Junkers Ju 88 alemães atacaram o porto de Bari no sul da Itália, afundando vários navios americanos entre eles John Harvey, que estava transportando gás mostarda. A presença do gás foi altamente confidencial, e as autoridades em terra não tinha conhecimento dela o que aumentou o número de mortes, uma vez que os médicos, que não tinham ideia de que eles estavam lidando com os efeitos do gás mostarda, o tratamento prescrito não consistia com os sofrimentos de exposição e de imersão. De acordo com o relato militar dos Estados Unidos, "69 mortes foram atribuídas, no todo ou em parte, ao gás mostarda, e a maioria dos marinheiros mercantes americanos" de 628 feridos militares pelo gás mostarda.[Navy 2006][Niderost] Mortes de civis não foram registradas. Todo o caso foi mantido em segredo na época e por muitos anos após a guerra.  A Segunda Guerra Mundial levou os EUA a emularem experimentos nazis com armas químicas para usar na guerra. Filósofos como Jason Stanley descrevem o fascismo americano como um saudosismo dos anos 50, uso intenso da propaganda anti-migratória, um anti-intelectualismo contra os desmitificadores dos reacionários, a vitimização, usar a lei e a ordem como pretexto para viola-la, a desumanização de negros, latinos e islâmicos e a ansiedade erótica de perder seu conjugue para o estrangeiro gerando violência.

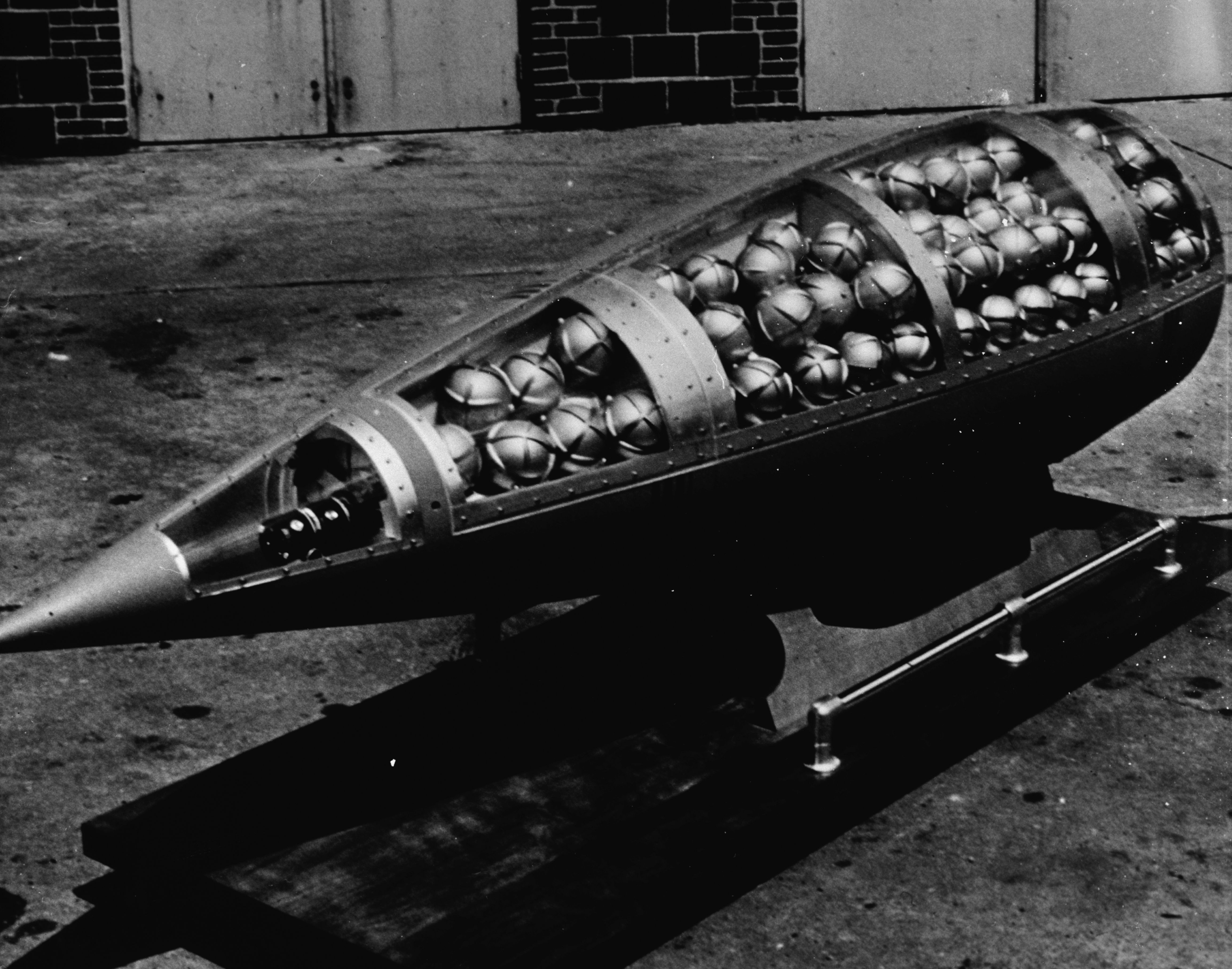
Ogiva cortada de um míssil John Honest, mostrando pequenas bombas M134 de Sarin (foto de década de 60).

Depois da guerra, os Aliados recuperaram granadas de artilharia alemãs contendo três novos agentes nervosos desenvolvidos pelos alemães (Tabun, Sarin, e Soman), o que levou a mais pesquisas sobre agentes nervosos por todos os ex-Aliados. Milhares de soldados americanos foram expostos aos agentes durante a guerra e os programas de testes da Guerra Fria, bem como em acidentes. Em 1968, um tal acidente matou cerca de 6.400 ovelhas quando um agente foi testado em Dugway Proving Ground.
Os Estados Unidos também investigaram uma grande variedade de possíveis, agentes químicos não letais psicocomportamentais incapacitantes, incluindo indóis psicodélicas como a dietilamida do ácido lisérgico (experimentaram para ver se ele poderia ser usado para o controle da mente eficaz) e derivados da maconha, alguns tranquilizantes como cetamina ou fentanil, bem como vários anticolinérgicos glicolato. Um dos compostos anticolinérgicos, benzilato de 3-quinoclidinilo, foi atribuído pela OTAN o código BZ e foi uma arma biológica no início da década de 60 para o possível uso no campo de batalha. Este agente foi supostamente empregado por tropas americanas como uma arma contra-insurgência na Guerra do Vietnã, mas os Estados Unidos afirmam que este agente nunca veio para uso operacional. Os norte-coreanos e chineses alegam que as armas químicas e biológicas foram usadas pelos Estados Unidos na Guerra da Coréia; mas, a negação dos Estados Unidos é apoiada por documentos de arquivos russos.
Em 25 de novembro de 1969, o presidente Richard Nixon renunciou unilateralmente o primeiro uso de armas químicas e renunciou a todos os métodos da guerra biológica. Ele publicou um decreto para parar a produção unilateral e transporte de armas químicas, que permanece em vigor. De 1967 a 1970, na Operação CHASE, os Estados Unidos descartaram armas químicas afundando navios carregados com as armas nas profundezas do Atlântico. Os Estados Unidos começaram a pesquisar métodos de eliminação mais seguros para as armas químicas em 1970, destruindo vários milhares de toneladas de gás mostarda, por incineração em Rocky Mountain Arsenal e cerca de 4.200 toneladas de agente nervoso por neutralização química em Tooele Army Depot e Rocky Mountain Arsenal.
Os Estados Unidos entraram no Protocolo de Genebra, em 1975, ao mesmo tempo que ratificaram a Convenção sobre as Armas Biológicas. Este foi o primeiro tratado internacional operativo em armas químicas que os Estados Unidos era parte.
Os Estados Unidos começaram a reduções de estoques na década de 80, a remoção de algumas munições obsoletas e destruindo todo o seu estoque de BZ a partir de 1988. Em junho de 1990, Johnston Atoll Chemical Agent Disposal System começou a destruição dos agentes químicos armazenados em Atol Johnston, no Pacífico, sete anos antes da Convenção sobre as Armas Químicas entrar em vigor. Em 1986, o presidente Ronald Reagan fizeram um acordo com o chanceler Helmut Kohl para remover os estoque de armas químicas dos Estados Unidos na Alemanha. Como parte da Operação Steel Box, em julho de 1990, dois navios foram carregados com mais de 100.000 munições contendo GB e VX retirados de depósitos de armazenamento de armas do Exército dos Estados Unidos, como munições Miesau e STFC então confidenciais e transportado de Bremerhaven na Alemanha para Atol Johnston, no Pacífico, uma jornada ininterrupta de 46 dias.
Em maio de 1991, o presidente George H. W. Bush, unilateralmente comprometeu os Estados Unidos a destruir todas as armas químicas e renunciou ao direito de retaliação de armas químicas. Em 1993, os Estados Unidos assinou a Convenção sobre as Armas Químicas, que exigiu a destruição de todos os agentes químicos para armas, sistemas de dispersão, instalações de produção de armas químicas até abril de 2012. A proibição dos Estados Unidos sobre o transporte de armas químicas fez com que as instalações de destruição tiveram que ser construídas em cada uma das nove instalações de armazenagem dos Estados Unidos. Os Estados Unidos conseguiu os três primeiros dos quatro prazos do tratado, destruindo 45% do seu arsenal de armas químicas em 2007. No entanto, as expectativas oficiais da data da completa eliminação de todas as armas químicas para após o prazo tratado de 2012.
A política de 'ambiguidade calculada' alerta para uma resposta "esmagadora e devastadora" em caso do CBW (armas químicas ou biológicas) estar sendo usada contra os Estados Unidos ou seus aliados. Posteriormente o governo dos Estados Unidos reconheceu que nem Hitler usou armas químicas.

### Tratados
Os Estados Unidos foram uma parte para alguns dos primeiros a assinar os modernos tratados de proibição de armas químicas, as Convenções de Haia de 1899 e as Conferências de Washington de 1922, embora esses tratados foram infrutíferos. Os Estados Unidos ratificaram o Protocolo de Genebra que proíbe a utilização de armas químicas e biológicas em 22 de janeiro de 1975. Em 1989 e 1990, os Estados Unidos e a União Soviética entraram em um acordo para acabar com seus programas de armas químicas, incluindo "armas binárias." Os Estados Unidos ratificaram a Convenção sobre as Armas Químicas, que entrou em vigor em abril de 1997. Este proibiu a posse da maioria dos tipos das armas químicas, algumas das quais foram possuídas pelos Estados Unidos na época. Além disso proibiu o desenvolvimento de armas químicas, e requer a destruição dos estoques existentes, precursores químicos, instalações de produção e sistemas de lançamento de armas.

### Eliminação das armas químicas
De acordo com o U.S. Army Chemical Materials Agency em janeiro de 2012, os Estados Unidos haviam destruído 89,75% do estoque inicial de cerca de 30.609 toneladas de agentes nervosos e mostarda declarados em 1997. Os Estados Unidos eliminaram as armas químicas modernas mais perigosas antes de iniciar a destruição de seu velho arsenal de gás mostarda, que apresentou dificuldades adicionais devido ao mau estado de algumas das munições. Das armas destruídas até 2006, 500 toneladas foram de gás mostarda e a maioria foram outros agentes como VX e sarin (GB) (86% deste último foi destruído em abril de 2006).
13.775 toneladas de armas proibidas tinham sido destruídas até junho de 2007 para cumprir o compromisso da cota da Fase III. O compromisso original da Fase III exigiu que todos os países têm 45% dos arsenais químicos destruídos até abril de 2004. Antecipando-se à incapacidade de cumprir este prazo, a administração Bush em setembro de 2003 solicitou um novo prazo de dezembro de 2007 para a Fase III e anunciou uma provável necessidade de uma extensão até abril de 2012 para a Fase IV, a destruição total (pedidos de prorrogação de prazo não podem formalmente ser feitos até 12 meses antes do prazo original). Este procedimento de extensão explicitada no tratado tem sido utilizada por outros países, incluindo a Rússia e os sem nome "Estado Membro". Embora em abril de 2012 é a última data permitida pelo tratado, os Estados Unidos também notaram que este prazo não pode ser cumprido devido aos desafios ambientais e a decisão dos Estados Unidos de destruir granadas químicas individuais com vazamentos antes das armas químicas de armazenamento em massa.
As instalações de armazenamento de armas químicas restantes dos Estados Unidos são Pueblo Chemical Depot no Colorado e Blue Grass Army Depot em Kentucky. Estas duas instalações mantem 10,25% dos estoques declarados pelos Estados Unidos de 1997, operações de destruição dos estoques estão sob o Program Executive Office, Assembled Chemical Weapons Alternatives. Outros agentes não estocados (geralmente kits de testes) ou velhas munições enterradas são encontradas ocasionalmente e às vezes são destruídas no local.
Descarte de munições químicas concluiu em sete dos nove depósitos de produtos químicos dos Estados Unidos (89,75% de redução de estoques). Pueblo e Blue Grass estão construindo planos-piloto para testar novos métodos de eliminação. Os Estados Unidos utilizam também sistemas de tratamento móveis para tratar amostras de teste químicos e munições individuais sem a necessidade de transporte a partir do alcance da artilharia e munições abandonadas nos depósitos onde são ocasionalmente encontrados. A instalação de destruição de Pueblo está prevista para ser concluída em 2012 com a eliminação que ocorre entre 2015 e 2017. Blue Grass deverá concluir a operação até 2021.
Em 1988-1990, a destruição de munições contendo BZ, um agente alucinante não letal em Pine Bluff Chemical Activity no Arkansas. Hawthorne Army Depot em Nevada destruiu todas as granadas de artilharia química M687 e 458 toneladas de precursores químicos binários até julho de 1999. Operações foram concluídas no Johnston Atoll Chemical Agent Disposal System onde todas as 640 toneladas de agentes químicos foram destruídas em 2000 e em Edgewood Chemical Activity em Maryland, com 1.472 toneladas de agentes destruídos até fevereiro de 2006. Todos os DF e QL, precursores de armas químicas, foram destruídos em 2006 em Pine Bluff. Newport Chemical Depot em Indiana começou as operações de destruição em maio de 2005 e as operações concluídas em 8 de agosto de 2008, a eliminação de 1.152 toneladas de agentes. Pine Bluff completou a destruição de 3.850 toneladas de armas em 12 de novembro de 2010. Anniston Chemical Activity no Alabama concluído a eliminação em 22 de setembro de 2011. Umatilla Chemical Depot em Oregon terminou a eliminação em 25 de outubro de 2011. Tooele Chemical Agent Disposal Facility no Deseret Chemical Depot em Utah terminou a eliminação em 21 de janeiro de 2012.